# Karlo II. Drački
Karlo II. Drački (Napulj, 1345. – Budim, 17. veljače 1386.), poznat kao Karlo Drački (tal. Carlo Di Durazzo; mađ. Durrazzói Károly), bio je napuljski kralj od 1382. godine (pod imenom Karlo III. Niski) te hrvatsko-ugarski kralj od 1385. pa do svoje smrti, 1386. godine. Godine 1383. naslijedio je prijestolje Ahajske Kneževine. Porijeklom je iz napuljskog ogranka anžuvinske dinastije.

## Životopis
Karlo je sin Ludovika Dračkog iz sporedne grane Anžuvinaca. Školovao se na dvoru hrvatsko-ugarskog kralja Ludovika I. U razdoblju 1369. – 1376. godine obnašao je dužnost hrvatskog hercega. Godine 1381. nasljedio je napuljsko prijestolje.

### Hrvatsko-ugarski kralj
Stalno pozivan od hrvatsko-ugarskih velikaša, Karlo stiže napokon iz Napulja, preko Senja i Zagreba u Budim. Nakon smrti Ludovika I. Velikog 1382. godine, Karlo je tražio hrvatsko-ugarsku krunu za sebe, kao njegov najbliži muški srodnik, poričući pravo njegove kćeri Marije, koju je sam Ludovik proglasio svojom nasljednicom. Ipak, uspio je uz pomoć ugarskog plemstva, koje je bilo nezadovoljno regentstvom kraljice Elizabete, preoteti Mariji krunu, poslije čega se okrunio za ugarskog kralja pod imenom Karlo II. 31. prosinca 1385. godine u Stolnom Biogradu (Székesfehérvár).
Međutim, već 7. veljače 1386. godine Karlo je ubijen. Smatralo se da je njegovo ubojstvo naručila kraljica majka Elizabeta i bivši palatin, knez Nikola I. Gorjanski. Karlove pristaše su, u dogovoru s bosanskim kraljem Tvrtkom I., proglasile njegovog malodobnog sina Ladislava za nasljednika. Pokušavajuci pridobiti Slavoniju i Hrvatsku, Elizabeta i Marija su, po savjetu Gorjanskog, krenule preko Slavonije prema Zagrebu, ali su ih kod Gorjana dočekale pristaše ubijenoga Karla Dračkog na čelu s Ivanom Paližnom i braćom Ladislavom i Ivanišem Horvatom te Stjepanom Lackovićem. Urotnici su ubili Gorjanskog i Blaža Forgača, ubojicu Dračkoga. Kraljicu majku Elizabetu i kraljicu Mariju su zarobili i odveli ih u Novigrad kraj Zadra, gdje je ban Ivan od Paližne dao zadaviti Elizabetu, na očigled kćeri, a nju poštedio. Na to Mađari 31. ožujka 1387. godine okrunuli Žigmunda, Marijina muža, za kralja te je on uz pomoć Venecije i Ivana, krčkoga i senjskoga kneza, prisilio Paližnu da im 4. travnja 1387. godine izruči kraljicu Mariju.

## Obitelj
Godine 1369. oženio se Margaretom Dračkom, svojom prvom rođakinjom, s kojom je imao dvoje preživjele djece – Ladislava, kralja Ugarske i Hrvatske i buduću napuljsku kraljicu Ivanu II.